# Йоган Браттберг
Йоган Браттберг (швед. Johan Brattberg, нар. 28 грудня 1996, Швеція) — шведський футболіст, воротар клубу «Вестерос».

## Ігрова кар'єра

### Клубна
Свою футбольну кар'єру Йоган Браттберг починав у клубі «Фалкенберг», де пройшов шлях від дитячої команди до основного складу. У 2013 році Браттберг вперше потрапив до заявки перешої команди на матчі Супереттан. Але закріпитися в основі воротар не зумів і змушений був відправитися в оренду у клуби нижчих дивізіонів чемпіонату Швеції.
Після повернення з оренди свою першу гру у складі «Фалкенберга» Браттберг провів у жовтні 2017 року. Наступного сезону він разом з клубом виборов підвищення до елітного дивізіону. У квітні 2019 року воротар зіграв першу гру в Аллсвенскан.
У лютому 2021 року Браттберг підписав дворічний контракт з клубом Аллсвенскан «Геккен». Першу частину сезону 2022 року воротар провів в оренді у клубі Супереттан «Утсіктенс». Після повернення до «Геккена» першу гру в основі Браттберг провів 22 серпня проти столичного АІКа.

### Збірна
У жовтні 2015 року Йоган Браттберг провів одну гру у складі юнацької збірної Швеції (U-19).

## Досягнення
Фалкенберг
- Друге місце у Супереттан: 2018

Геккен
- Чемпіон Швеції: 2022
- Володар Кубка Швеції: 2022-23